# Klasztor Świętego Makarego
Klasztor Świętego Makarego (Dajr Makarijus, Dayr Maqāriyūs) – koptyjski klasztor położony w Wadi an-Natrun (starożytne Skete) w północnym Egipcie (94 km na północny zachód od Kairu). Założony został w 360 roku przez eremitę Makarego Wielkiego Egipskiego, uważanego za jednego z ojców egipskiego monastycyzmu, uznanego później za świętego katolickiego i prawosławnego. Od IV wieku aż po czasy współczesne jest nieustannie zamieszkiwany przez mnichów.

## Historia

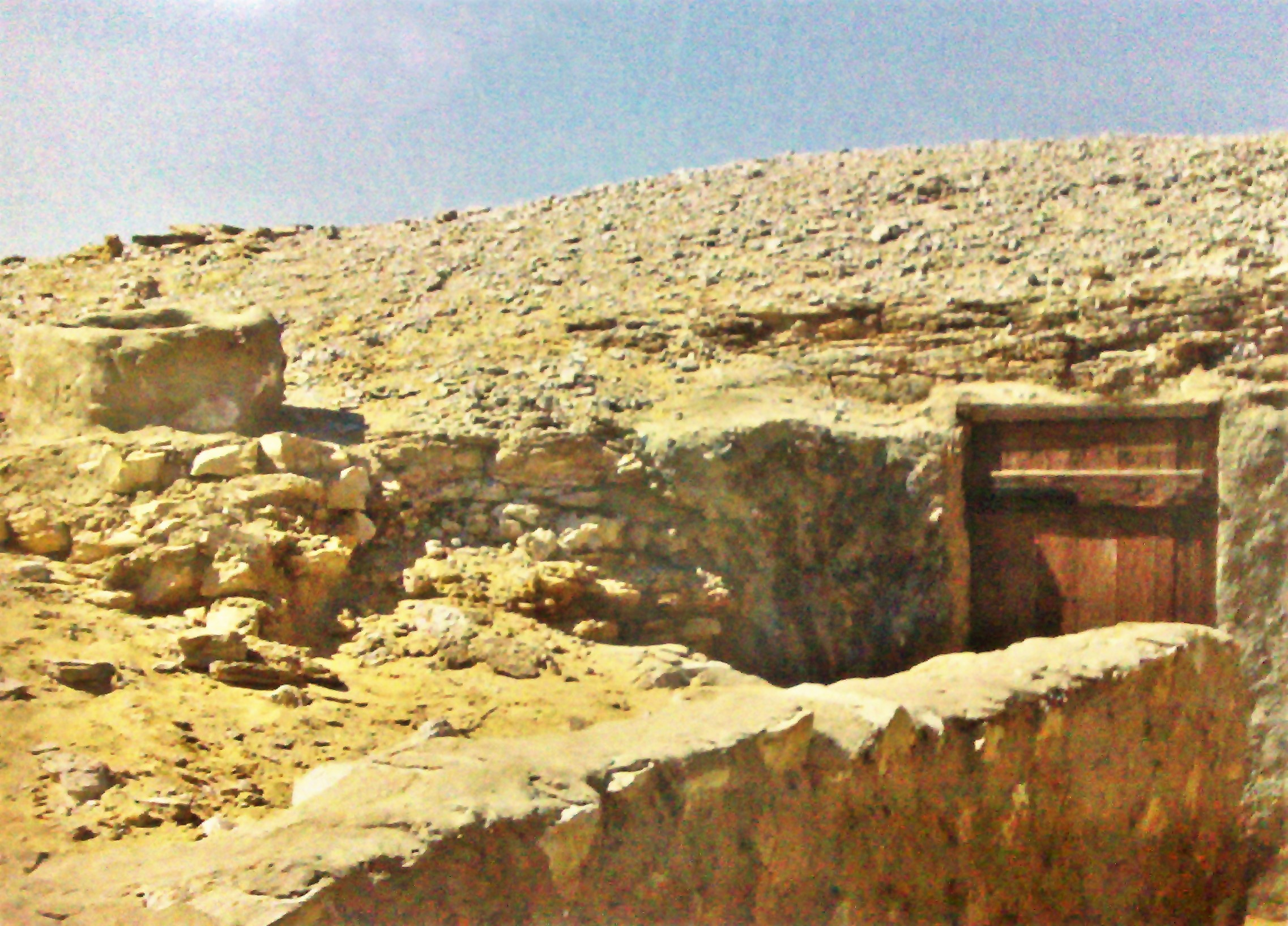
Pustelnia św. Makarego w pobliżu klasztoru

Klasztor został założony przez świętego Makarego, który po pobycie w klasztorze Świętego Antoniego na Pustyni Arabskiej, przeniósł się do Skete, by prowadzić tu życie kontemplacyjne. Makary zamierzał przebywać w samotności, jako pustelnik, lecz sukcesywnie przybywali do niego chętni, którzy chcieli dzielić z nim życie na pustyni, w duchu wspólnot św. Antoniego Wielkiego. Przed końcem IV wieku w Wadi an-Natrun istniały już cztery wspólnoty chrześcijańskie – Makarego, świętego Jana Kolobosa, Biszwiego (świętego Paisjusza) i klasztor Rzymian (Baramus, Paromeos lub Pa-Romeos). Po śmierci Makarego w 390 roku, pustelnicze życie wiedli w tym rejonie jego uczniowie. Sukcesywnie rosła liczba mnichów i przybywało nowych eremów. Klasztor Świętego Makarego był jednym z 50 zbudowanych w tym rejonie. Wraz z trzema innymi przetrwał do czasów współczesnych, uważany jest za najważniejszy i największy w Wadi an-Natrun. Monaster przeżył szereg zbrojnych najazdów – w 408, 434 i w 444 roku. Podczas ostatniego z wymienionych najazdów pustynni, berberyjscy zbójcy zamordowali 49 żyjących w klasztorze eremitów. Ich męczeńską śmierć upamiętnia, zachowany do czasów współczesnych, kościół Czterdziestu Dziewięciu Męczenników. Rozbudowę klasztornej biblioteki mnisi zawdzięczali cesarzowi Zenonowi Izauryjczykowi, który pod koniec IV ustanowił roczną subwencję przeznaczoną na jej rozwój. Okres szczególnego rozwoju eremu przypadał na wiek VI, kiedy to klasztor był siedzibą koptyjskiego patriarchy. Po przebudowie w 866 roku klasztor zyskał wzmocnione mury, które pozwoliły na jego przetrwanie przez kolejne stulecia. 
Podczas panowania kalifa Al-Adid li-Din Allah z dynastii Fatymidów aresztowano Basznounę, mnicha z tego klasztoru, i nakłaniano go do przejścia na Islam. Gdy odmówił, 19 maja 1164 został spalony żywcem. Jego szczątki są przechowywane w kościele św. Sergiusza w Kairze. Przez wyznawców Koptyjskiego Kościoła Ortodoksyjnego jest czczony jako męczennik i święty. 
Większość prefektów Kościoła Koptyjskiego na przestrzeni stuleci wywodziła się z tego klasztoru. Pochodził stąd także co czwarty koptyjski patriarcha Aleksandrii.

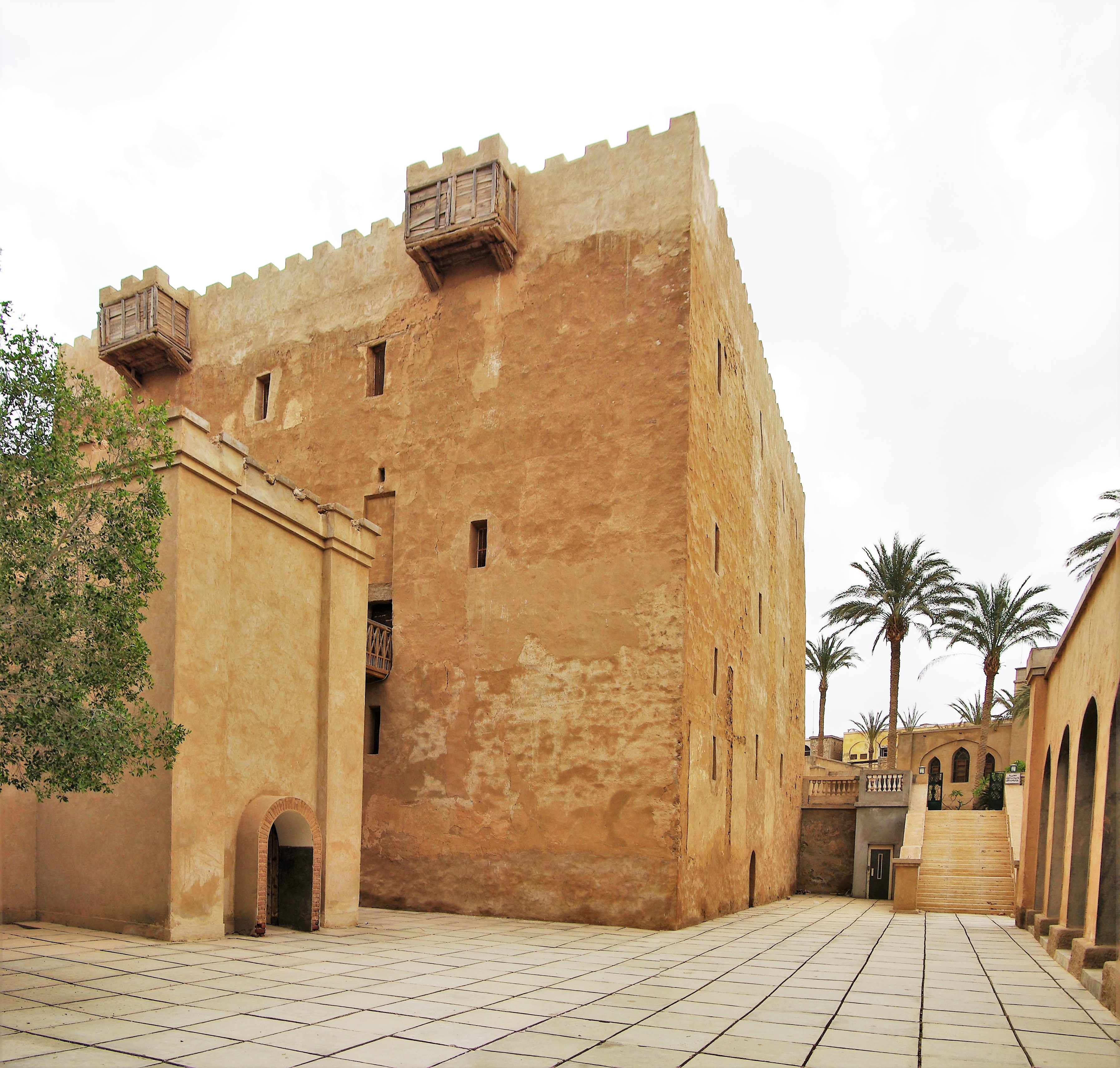
Donżon – starożytna wieża klasztorna. Po lewej stronie mała dzwonnica połączona z wieżą mostem zwodzonym.

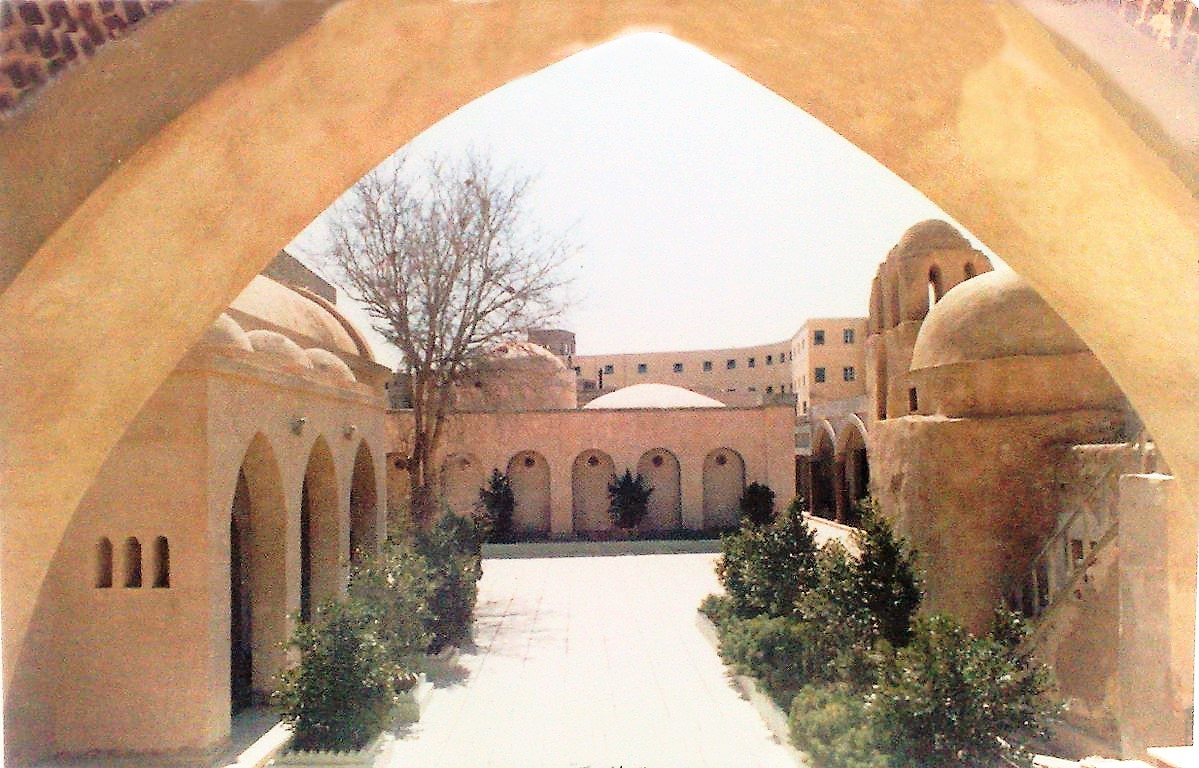
Widok na kościoły:
św. Makarego (po lewej),
św. Abaskirona (centralnie),
49 Męczenników (po prawej)

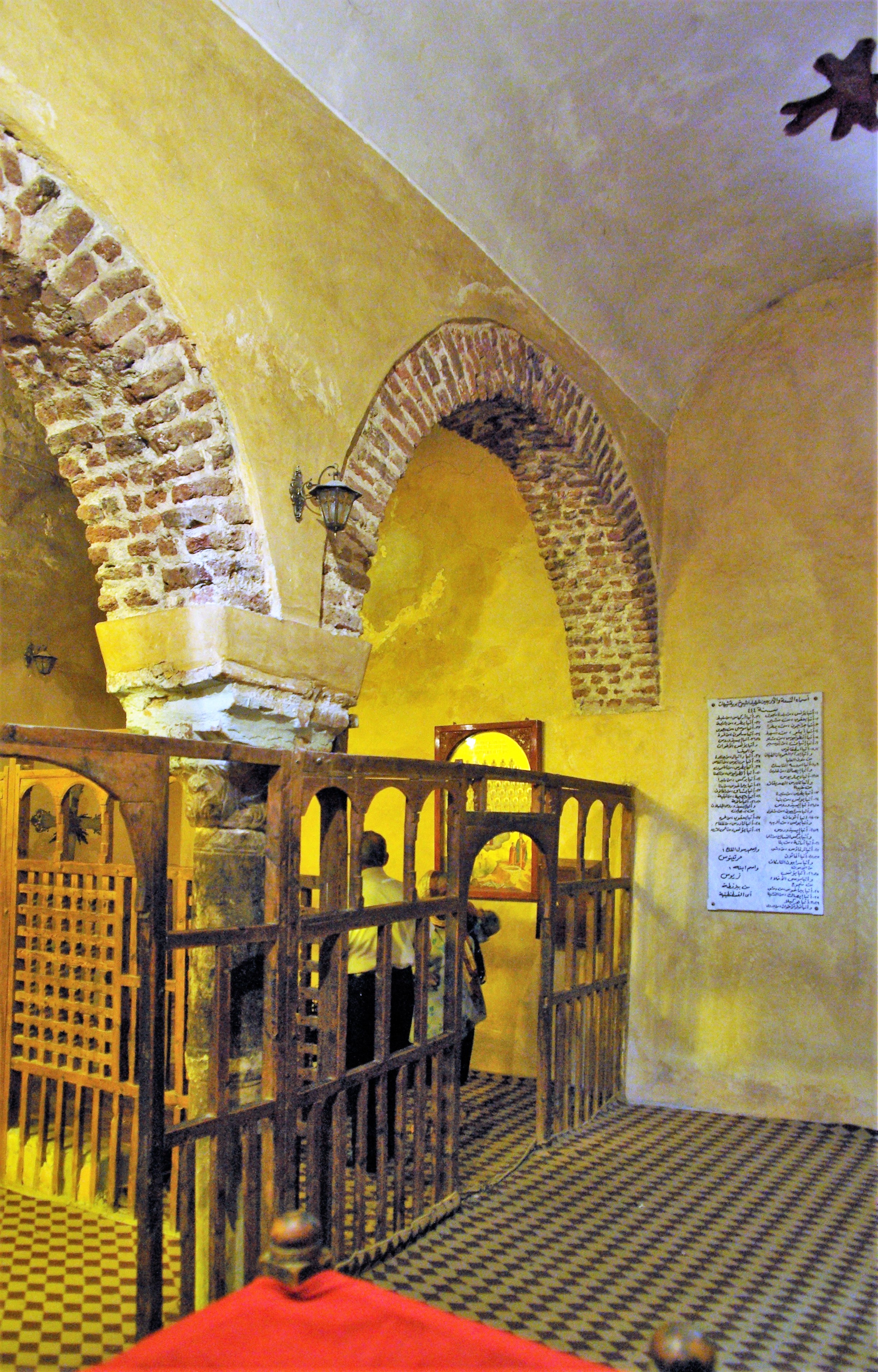
Kościół Czterdziestu Dziewięciu Męczenników. Wnętrze.

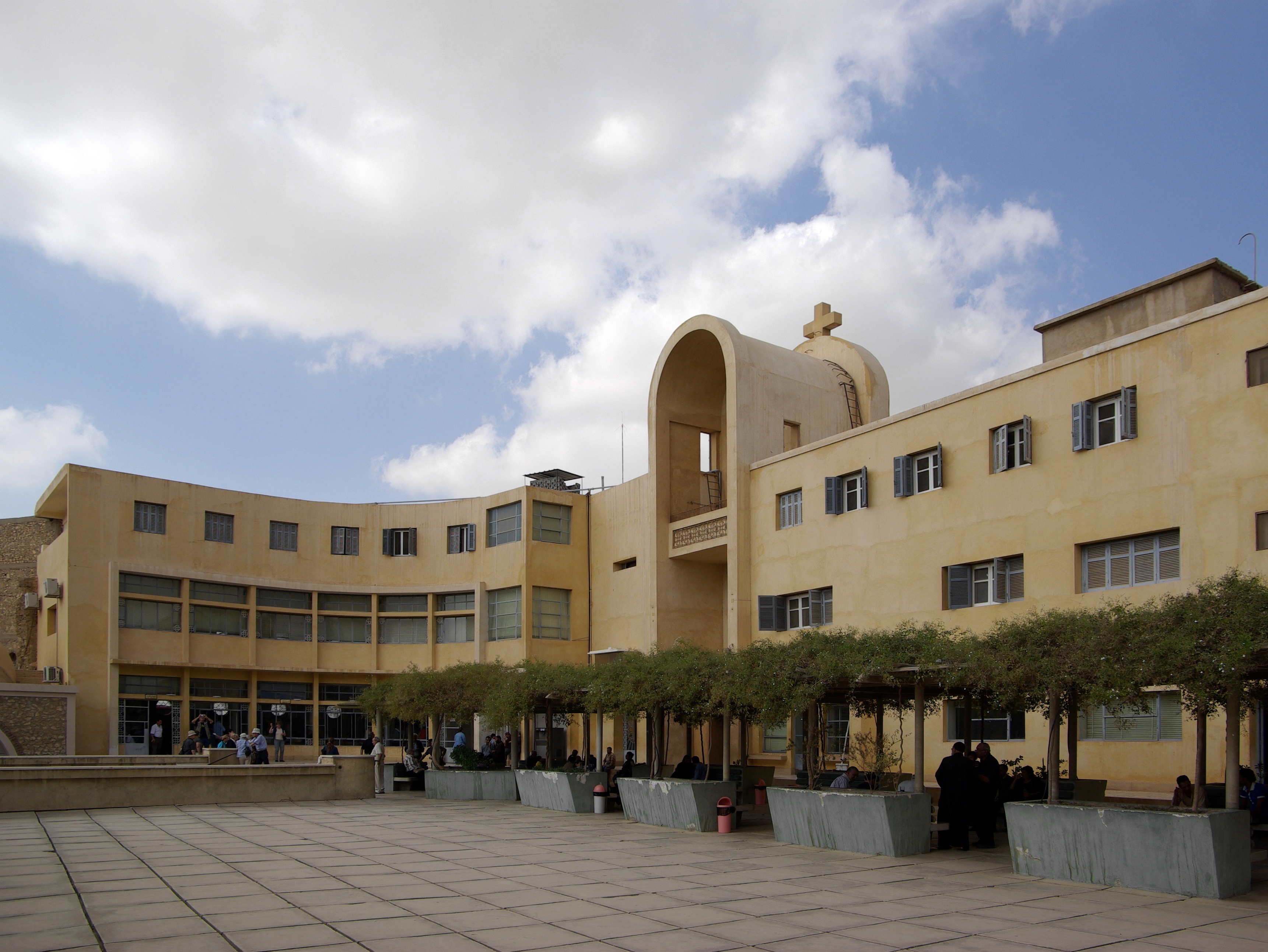
Dom gościnny przy głównym dziedzińcu (widok w kierunku północnym)

## Budowle klasztorne

### Donżon
Nad zabudowaniami góruje trzykondygnacyjna wieża, wyposażona w cztery kaplice, magazyny, komórki, młyn i studnię. Podczas najazdów wieża służyła mnichom za schronienie. Donżon jest połączony z małym budynkiem dzwonnicy za pomocą mostu zwodzonego, który w razie niebezpieczeństwa był podnoszony. Najwyższa kondygnacja służyła za punkt obserwacyjny, a w razie zauważenia zbliżającego się niebezpieczeństwa rozproszeni w okolicy pustelnicy byli alarmowali dźwiękiem drewnianego gongu. Na pierwszej kondygnacji znajdowały się magazyny zapasów na czas oblężenia. We wschodniej części drugiej kondygnacji zlokalizowany jest kościół Najświętszej Marii Panny o trzech ołtarzach, a pomieszczenia w zachodniej części były w późniejszych okresach istnienia wykorzystywane do tłoczenia oliwek i wina. Klapa w podłodze wiodła do składu manuskryptów. Na trzeciej kondygnacji zlokalizowane są trzy kaplice (lub kościoły): Archanioła Michała, św. Antoniego i Pustelników, obrońców wiary w czasach prześladowań. Ściany kaplic pokryte są starożytnymi freskami, zaś większość ikon zgromadzonych w donżonie przypisywana jest św. Tekli Hajmanot i datowana na ok. 1517 rok.

### Kościół św. Makarego
Najważniejszym i najstarszym kościołem w klasztorze jest kościół Świętego Makarego. Pierwotny budynek miał znacznie większe rozmiary – zajmował teren od swojej obecnej zachodniej granicy, aż do kościoła Czterdziestu Dziewięciu Męczenników. Po podboju arabskim w VII wieku kościół został zniszczony, a w odbudowanym obiekcie zachowana została jego centralna część oraz wchodzące w jego skład sanktuarium Anby Benjamina i sanktuarium św. Jana Chrzciciela, zwane także sanktuarium św. Marka. Przebudowany kościół został konsekrowany przez patriarchę Benjamina I w roku 655. Na ścianie budowli zachował się fresk z VII wieku przedstawiający tetramorfę. Zlokalizowana w bocznej nawie kościoła (diaconicon) kaplica, została wzniesiona na planie kwadratu i jest zwieńczona kopułą wspartą na perskich łukach z X lub XI wieku. W klasztorze przechowywane są relikwie św. Makarego, relikwie czterdziestu dziewięciu męczenników, a także św. Jana Chrzciciela i proroka Elizeusza.

### Kościół Czterdziestu Dziewięciu Męczenników
Kościół Czterdziestu Dziewięciu Męczenników upamiętnia grupę mnichów pod wodzą igumena Anba Youannisa, którzy podczas najazdu berberów w 444 roku ukryli się przed najeźdźcami w klasztornym donżonie, jednak wszyscy zostali zgładzeni. Jeszcze przed XIII wiekiem szczątki mnichów uznanych za męczenników zostały ukryte w pobliżu klasztoru św. Zachariasza. W XIX wieku, jako relikwie, zostały przeniesione w obręb murów klasztoru św. Makarego. W kościele pod wezwaniem męczenników znajduje się kaplica myronu, która od czasu soboru chalcedońskiego niezmiennie wykorzystywana jest do przygotowywanie krzyżma używanego przez cały Koptyjski Kościół Ortodoksyjny, oraz kościół Świętego Abaskirona z typową dla budowli z VII wieku kopułą, opartą na pendentywach.

### Kościół Świętego Abaskirona
Na terenie klasztoru zlokalizowany jest także kościół Świętego Abaskirona z typową dla budowli z VII wieku czworokątną kopułą, opartą na pendentywach. Prawdopodobnie pierwotnie był sanktuarium poświęconym Ananiaszowi, Azariaszowi i Miszaelowi (trzem młodzieńcom z proroctwa Daniela (Dn 3)), funkcjonującym w południowej części kościoła św. Makarego, a po odbudowie ze zniszczeń został ustanowiony odrębnym kościołem pod wezwaniem św. Abaskirona, który miał być męczennikiem zabitym podczas prześladowań za czasów Dioklecjana. Kościół miał być także w przeszłości związany ze zlokalizowaną na południe od klasztoru kościołem Błogosławionego Aristomachusa, który w roku 535 miał być przejęty przez sektę. Na chórze, w północnej stronie kościoła zlokalizowane jest małe pomieszczenie, w którym przechowywane są relikwie św. Jana Kolobosa. Przestrzeń komnaty zamykają zdobione drzwi wbudowane w ciąg ścianki działowej.

## Remont i rozbudowa w XX wieku
W 1969 roku patriarcha Cyryl VI nakazał 12 eremitom z Wadi El-Rayan (muhafaza Fajum), by dołączyli do sześciu mnichów żyjących w klasztorze Świętego Makarego. Stare zabudowania klasztorne zostały poddane zabiegom konserwatorskim. Pracami kierowali archeolodzy: Gamal Mehriz, Gamal Mokhtar, Abdel Rahman Abdel Tawwab i Zaki Iskandar oraz niemiecki archeolog Grossmann. Podczas prac archeologicznych w kościele Świętego Makarego, pod jego północną ścianą odkryta została krypta św. Jana Chrzciciela i proroka Elizeusza. O istnieniu tych krypt wspominały rękopisy klasztorne z XI i XVI wieku, oraz tradycja Kościoła koptyjskiego. Odnalezione w tym miejscu szczątki złożone zostały w nowym relikwiarzu.
Wzniesione zostały nowe budowle, obejmujące 150 cel wyposażonych w pomieszczenia do modlitwy i nauki, sypialnie, kuchnie i łazienki, a także nową bibliotekę, jak też refektarz. Zbudowano również część gościnną oraz kuchnię, piekarnię, stodoły, garaże i warsztat. Powierzchnia klasztoru została powiększona sześciokrotnie.